# Vamos juntos
Vamos juntos fue una telenovela mexicana producida por Irene Sabido para Televisa en 1979. Fue protagonizada por Silvia Derbez y Carlos Piñar.
Tercera y última telenovela de la trilogía de telenovelas didácticas realizadas por Televisa, antecedidas por Ven conmigo y Acompáñame.

## Argumento
Lupe Pistolas es una mujer muy humilde e ignorante que vive con su marido y una gran cantidad de hijos. Es una mujer muy infeliz pues tiene que lidiar con una variedad de problemas que la hacen sentir inútil y desgraciada: está en constante conflicto con sus vecinas que la insultan y desprecian, su marido la golpea y ella al no poder contenerse maltrata sin querer a sus hijos. La vida de esta mujer dará un giro radical cuando empiece a asistir a una escuela y gracias a la perseverancia y fuerza interior que le nacen con esta experiencia se convierte en maestra y siente por fin que es una persona útil y valiosa.

## Elenco
- Silvia Derbez - Lupe Pistolas
- Carlos Piñar - Claudio
- Anita Blanch - Rosa
- Macaria - María Elena
- Enrique Rocha - Juan Cristóbal
- Julieta Bracho - Florencia
- Chela Castro - Juana
- Rosenda Monteros - Otilia
- Milton Rodríguez - Mauro
- Tony Carbajal - Pedro
- Rosario Gálvez - Catalina
- Luz María Aguilar - Isabel
- Cecilia Camacho - Gloria
- León Singer - Renato
- Roberto "Flaco" Guzmán - Arturo
- Paola Jiménez Pons - Susanita
- Lili Inclán
- Lourdes Canale
- Sofía Yosko - Comentadora

- Datos: Q6159444